# Virtual Skipper
Pour les articles homonymes, voir Skipper (homonymie).
Virtual Skipper est un jeu vidéo de simulation de course à la voile développé par Duran Duboi et édité par Focus Home Interactive, sorti en 2000 sur Windows.

## Système de jeu
Virtual Skipper est un jeu de simulation maritime, où le joueur contrôle un bateau parmi 8 régates. La complexité du titre se manifeste dans la capacité du joueur à maîtriser l'utilisation du vent qui est indiqué pendant le jeu avec une flèche rouge.
Il existe différents modes de jeu : 
- Entraînement, pour les novices,
- Action immédiate,
- Mode solo, qui se décompose en différentes catégories : régate classique, match de régate ou championnat.
- LAN, pour jouer à plusieurs dans un réseau local.
- Jeu Internet (ou Online), pour jouer contre d'autres adversaires sur Internet[1].